# Alòdia Salvador i Collaso
Alòdia Salvador i Collaso   (Barcelona, 26 de febrer de 1843 - Madrid, 7 de febrer de 1906) va ser propietària d'una finca a l'Hospitalet de Llobregat de la qual va promoure la urbanització.

## Biografia
Era filla de Josep Salvador i Soler, darrer membre de la família Salvador que es va interessar per les ciències naturals, i iniciadora de la connexió familiar amb la família Maluquer en casar-se el 1862 amb Josep Maluquer i de Tirrell.
L'any 1877 va promoure la urbanització de la seva finca coneguda com "el criadero de sanguijuelas", amb la qual cosa es van crear els carrers Salvador i Maluquer a l'actual barri de la Torrassa. D'aquesta finca se n'obtingueren 86 solars, la urbanització dels quals es va aprovar el 18 de juliol de 1877.
El seu fill va ser el polític i advocat Josep Maluquer i Salvador, que va introduir la Seguretat Social a l'estat espanyol.
Amb el seu marit iniciaria una llarga disputa que duraria les dècades del 1920 i 1930 per l'herència del Castell de la Bleda, al Penedès, on hi conservaven part del seu patrimoni des que es tanqués la casa on havia viscut Josep Salvador i Soler.